# Siti Wan Kembang
Che Siti Wan Kembang fue la reina histórico-legendaria de una región en la costa del este de la península malaya, actualmente en el estado de Kelantan. 
Che Siti era famosa para su belleza y buen gobierno. Provenía de la familia real de Champa-Kelantan-Pattani.
También es conocida como una reina guerrera, que participaba en batalla a caballo junto a un destacamento de amazonas. Las leyendas le atribuyen poderes místicos a ella y su hija adoptiva, Puteri Saadong.
Che Siti Wan Kembang es un símbolo de la historia y cultura kelantesas, siendo el origen de los dos ciervos que simbolizan a Kelantan.

## De fondo
Según registros históricos, Che Siti Wan Kembang nació en 1585. Sus padres fueron Rajá Ahmad y Cik Banun, ambos de linaje real. Rajá Ahmad fue coronado rey de Kelantan en 1584.
Rajá Ahmad murió en 1589, cuándo la princesa tenía sólo 4 años. Por tanto, Hussein de Johor fue elegido regente y Che Siti Wan Kembang sólo ascendió al trono de Kelantan en 1610 tras la muerte de Hussein. Su capital estaba en Gunung Chinta Wangsa, Ulu Kelantan, aproximadamente 40 km de Kuala Krai.
Che Siti nunca se casó y no tuvo hijos propios, por lo que adoptó a la vecina princesa Puteri Saadong, hija del gobernante de Jembal.

## Kijang
Kijang significa ciervo en lengua malaya y da nombre a unas monedas con dicho grabado, generalmente asociadas con Che Siti.
Según el folclore kelantés, los ciervos fueron su mascota favorita y algunas historias sugieren que un comerciante árabe, buscando permiso para comerciar, le regaló uno. Lo terminó convirtiéndolo en un símbolo y ordenó grabar con dicho motivo las monedas de oro del país.
Otra versión lo atribuye al hinduismo shivaísta. La conexión se basa en el hecho de que las monedas siguen el esquema del toro usado en antiguas monedas hindúes que circularon en la región malaya.

## Jelasin
La fortaleza de Jelasin está situado aproximadamente a 8 km de Kota Bharu, la capital estatal de Kelantan. Fue construida en 1563 por Che Siti Wan Kembang, su hija adoptiva Puteri Saadong y el marido de esta, Raja Abdullah.
El fuerte fue hecho de madera tallada y fue muy importante durante el reinado de Che Siti. Defendía Kelantan de ataques exteriores. Fue atacado por el rey de Siam y Puteri Saadong desapareció después de ello. El fuerte pronto se deterioró tras dicha desaparición, quedando solo ruinas poco conservadas actualmente.

## Sucesión
Existe una variante del mito rey bajo la montaña que afirma que Che Siti nunca murió sino que "desapareció" al mundo místico y reaparece de vez en cuando. Después de su "desaparición", fue sucedida por su hija adoptiva, Puteri Saadong, hija más joven de Rajá Jembal.